# Жусупбека Аймауитова
Жусупбе́ка Аймауи́това (каз. Жусупбека Аймауытова) — село у складі Баянаульського району Павлодарської області Казахстану. Адміністративний центр Кизилтауського сільського округу.
Населення — 574 особи (2021; 847 у 2009, 1026 у 1999, 1143 у 1989).
Національний склад станом на 1989 рік:
- казахи — 100 %

До 2012 року село мало назву Жуантобе, станом на 1989 рік — Угольне.